# Исянь (Баодин)
Ися́нь (кит. упр. 易县, пиньинь Yì xiàn) — уезд городского округа Баодин провинции Хэбэй (КНР). Уезд назван в честь реки Ишуй.

## История
При империи Суй в 581 году здесь была создана область Ичжоу (易州), а в 597 году в её составе был образован уезд Исянь.
При империи Цин в 1733 году уезд был поднят в статусе до области. После Синьхайской революции в Китае была произведена реформа структуры административного деления, в ходе которой области были упразднены, и в 1913 году область была вновь преобразована в уезд. В 1946 году уезд был передан в состав провинции Чахар; в 1948 году был возвращён в состав провинции Хэбэй.
В августе 1949 года был образован Баодинский специальный район (保定专区), и уезд вошёл в его состав. В 1968 году Баодинский специальный район был переименован в Округ Баодин (保定地区). Постановлением Госсовета КНР от 23 декабря 1994 года округ Баодин и город Баодин были расформированы, а на их территории был образован Городской округ Баодин.

## Административное деление
Уезд Исянь делится на 9 посёлков, 17 волостей и 1 национальную волость.